# Ager Pisternensis
L'Ager Pisternensis era il nome di una pianura in una zona limitrofa alla città di Pistoia (in latino: "Pistoria"), resa famosa dallo scontro finale tra l'esercito consolare romano inviato dalla Repubblica e l'esercito dei congiurati comandati da Lucio Sergio Catilina, avvenuto - in base alla versione maggiormente accreditata dagli storici il 5 gennaio 62 a.C. L'esercito di Catilina, dichiarato due giorni prima "Nemico Pubblico" venne completamente annientato, nonostante avesse combattuto in modo valoroso ed il cadavere di Catilina venne scaraventato nel fiume Reno. L'identificazione di questo Ager Publicus non è univoca, nonostante la ricchezza di particolari geografici che Gaio Sallustio Crispo cita nel suo "De Coniuratione Catilinae". Tale battaglia ("Battaglia di Pistoia") si svolse - con ogni probabilità - sull'appennino pistoiese nei pressi dell'attuale abitato di Campo Tizzoro, una frazione di San Marcello Pistoiese, alla confluenza del torrente Maresca nel fiume Reno. una piana che effettivamente consente lo schieramento a battaglia di 50.000 legionari (3 legioni repubblicane contro 2 legioni d'insorti).